# Banco Asiático de Desenvolvimento
O Banco Asiático de Desenvolvimento se autoproclama como "uma instituição multilateral de financiamento e desenvolvimento composta de 65 países membros, sendo que 47 estão na Ásia e 18 em outros continentes".

## Lista de presidentes
| Nome              | Período   | Nacionalidade |
| ----------------- | --------- | ------------- |
| Takeshi Watanabe  | 1966–1972 | Japão         |
| Shiro Inoue       | 1972–1976 | Japão         |
| Taroichi Yoshida  | 1976–1981 | Japão         |
| Masao Fujioka     | 1981–1989 | Japão         |
| Kimimasa Tarumizu | 1989–1993 | Japão         |
| Mitsuo Sato       | 1993–1999 | Japão         |
| Tadao Chino       | 1999–2005 | Japão         |
| Haruhiko Kuroda   | 2005–2013 | Japão         |
| Takehiko Nakao    | 2013–2020 | Japão         |
| Masatsugu Asakawa | Jan 2020  | Japão         |